# Одеський академічний театр юного глядача
Одеський академічний театр юного глядача — театр в Одесі, заснований 1930 року.

## Історія
Театр засновано 1930 року. Серед його організаторів — перший художній керівник театру Софія Мануйлович, Микола Зайцев (учень Олександра Брянцева), І. Полєтаєв.
Театр дебютував спектаклем «Фріц Бауер» з В. Селіховою та Н. Сац в головних ролях. Трупу театру склали молоді випускники Одеського театрального училища.
З 1941 року театр носив ім'я Миколи Островського. З 2016 по 2025 носив ім'я Юрія Олеші. З червня 2025-го – Одеський театр юного глядача.
В різні роки в театрі працювали такі знані майстри сцени як Юлій Божек, Генріх Осташевський, Олександр Ананьєв (народні артисти України), Микола Блащук, Борис Мисенко, Галина Осташевська (заслужені артисти України), режисер Володимир Пахомов (народний артист Росії), Володимир Тезавровський (заслужений артист РРФСР). У творчій трупі 1980-х років: заслужений діяч мистецтв УРСР Віктор Мягкий (з 1978 — директор театру), Володимир Туманов (з 1980 — головний режисер).
Нині театр пишається діяльністю народного артиста України, лауреата державної премії ім. Тараса Шевченка Андрія Гончара.
В трупі театру — заслужена артистка України В. Губська, артисти В. Гульченко, В. Раду, І. Тільтіков, А. Люшина, С. Фролов, Є. Нагаєва, Л. Ланець, Н. Машукова, З. Скальська, Я. Милова, Є. Шаврук, С. Демченко, В. Сальников, В. Пітеров, М. Малицький, О. Саяпіна, Л. Карева, А. Кочетов, І. Желяєва та інші.
Театр є співзасновником Асоціації дитячих театрів України, яка успішно інтегрується до складу Європейської асоціації дитячих театрів (штаб-квартира — Загреб, Хорватія).
Сезон 2017—2018 років був присвячений сучасній українській драматургії. Відбулись читання п'єс Ганни Яблонської («Двері» та «Вихід до моря»), п'єс Наталі Блок «Фото топлес» та «Заради тебе», п'єс Олега Михайлова «Клятвені діви» та «Балаганчик братів Грімм», п'єс Максима Курочкіна «Цуріков» та «Переїзд», п'єс Наталі Ворожбит, Павла Ар'є, Оксани Савченко, Віктора Понизова. Під час бабелівських днів театр провів читання оповідань Ісака Бабеля, одне з яких вперше було перекладено українською мовою.
З дня заснування театр працював за адресою: провулок Театральний, 12. Нині — у будинку на вулиці Грецькій, 48-а.
Від 17 червня 2025 року – академічний (Наказ №494 Міністерства культури та стратегічних комунікацій України).

## Керівництво
Головними режисерами театру в різні роки були знані діячі культури, зокрема заслужені діячі мистецтв України Микола Тараненко, Володимир Туманов (з 1980), заслужений артист України Володимир Наумцев (з 1986).
2014—2016 років головним режисером була Світлана Свирко.
2010—2017 років директором театру був заслужений діяч мистецтв України Євген Бубер.
З літа 2017 року директором–художнім керівником є заслужена артистка України Оксана Бурлай-Пітерова.
Головний сценограф театру — заслужений художник України Микола Вилкун.

## Визнання
- За виконання головної ролі в спектаклі «Потап Урлов» (2010) А. П. Гончар удостоєний премії імені Лії Бугової та Івана Твердохліба (США-Україна)
- Колектив театру відзначено нагородами Міжнародних фестивалів «Багряні вітрила», фестиваля ТЮГів, фестиваля мистецтв «GLORIA» (Франція-Італія-Іспанія-Німеччина-Австрія-США-Ізраїль-Росія-Україна)
- Спеціальний приз «За багаторічну вірність романтичному курсу в справі виховання дітей і юнацтва на ідеалах добра і справедливості» (В. Наумцев, М. Вилкун, Є. Бубер)
- Спектакль «Принцеса Пирлипат» 2011 року визнаний найкращою виставою для дітей і здобув Головний приз Дитячого журі на Міжнародному фестивалі ТЮГів.

## Репертуар
- «Одруження» (за М. Гоголем)
- «Ліс» і «Гроза» (за О. Островським)
- «Казка про царя Салтана» (за О. Пушкіним)
- «Підступність і кохання» (за Ф. Шиллером)
- «Недоросток» (за Д. Фонвізіним)
- «Пастка 46, зріст другий» (за Ю. Щекочихіним)
- «Пристрасті за Шекспіром» (автор п'єси — В. Шулаков)
- «Зайчик-листоноша» Г. Фуре
- «Син полку» та «Біліє парус одинокий» В. Катаєва
- «У списках немає» Б. Васильєва
- «Прозорий Джакомо» М. Свєтозарова і Н. Щербакової
- «Шукай вітра у полі» В. Ліфшиця
- «Зупинити Малахова» В. Аграновського
- «Босонога птаха» М. Воліна, «Він ішов на Одесу…» С. Ларіонова
- «Потап Урлов» О. Копкова
- «Принцеса Пирлипат» за Гофманом
- «Кайдашева сім'я» І. Нечуй-Левицького
- «Лісова пісня» Л. Українки
- «Івасик-телесик» (українська народна казка)
- 2023, 28 липня — «Джа-ла-пі-та» Емми Андієвської; реж. Поліна Коробейник (Булюк)[5][6][7][8]
- 2024, 24 лютого — «Молочайник» Оксани Гриценко; реж. Євгеній Резніченко[9][10][11][12]
- 2024, 20 березня — «Увага! Ведмідь!!!» Якова Горобця; реж. Юлія Петрусєвічюте[13]